# Ujarskij rajon
L'Ujarskij rajon è un rajon (distretto) del kraj di Krasnojarsk, nella Russia siberiana centrale; il capoluogo è la cittadina di Ujar.